# DeathSpank
DeathSpank è un videogioco di Ron Gilbert, la cui creazione ha avuto inizio nel 2004. Nel 9 gennaio 2008 è stato annunciato che il gioco sarebbe stato prodotto dalla Hothead Games. Il gioco viene descritto come un ibrido tra Monkey Island e Diablo, e si dice che sarebbe stato messo in commercio ad episodi, il primo dei quali sarebbe dovuto intitolarsi "Orphans of Justice" (Orfani della Giustizia). Il 30 marzo 2009, però, viene data notizia ufficiale di un cambio di rotta, infatti il gioco non sarebbe più stato distribuito nella forma episodica, ma la storia sarebbe stata adattata ad un racconto unico, che avrebbe permesso di visitare tutto il mondo senza caricamenti di sorta.
Il gioco è stato pubblicato il 13 luglio 2010 su PlayStation 3 via PlayStation Network e il giorno successivo su Xbox 360 via Xbox Live Arcade. Le versioni per Microsoft Windows e per Mac OS X sono state distribuite rispettivamente il 26 ottobre e il 14 dicembre 2010, entrambe via Steam.

## Trama
La storia narra delle peripezie di un "celebre" eroe chiamato DeathSpank, il quale parte alla ricerca di un poderoso artefatto chiamato per l'appunto "L'Artefatto".

## Modalità di gioco
Il giocatore controlla il protagonista DeathSpank, che dà il nome al titolo, e nei suoi panni può muoversi con una buona libertà su un'ampia mappa e deve combattere contro i mostri che incontrerà lungo il cammino. Sconfiggendo quest'ultimi si guadagnano dei punti esperienza che permettono di far salire di livello l'eroe ed ottenere armi e l'equipaggiamento aggiuntivo. Nel corso dell'avventura bisogna fare fronte anche ad alcuni enigmi da risolvere, i quali si riveleranno provvidenziali al proseguimento del gioco.
È inoltre presente una modalità cooperativa dove il secondo giocatore può controllare un altro personaggio chiamato Sparkles, il quale fungerà da aiutante di DeathSpank nella sua crociata, e che può supportarlo utilizzando la propria magia per curare il suo alleato e per sferrare incantesimi di vario tipo contro le proprie nemesi. Il multigiocatore però è limitato al locale e non è disponibile online.

## Sviluppo
Creato da Ron Gilbert e Clayton Kauzlaric, il personaggio principale di DeathSpank è nato nei fumetti in Flash del blog di Gilbert come parodia dei protagonisti dei classici sparatutto. All'inizio Gilbert provò a contattare diverse case di produzione, ma senza successo. Durante lo sviluppo del videogioco di Penny Arcade, Gilbert contattò la Hothead Games, stipulando con loro un accordo per il videogioco di DeathSpank.
Gli sviluppatori, Hothead Games, hanno messo in commercio il gioco oltre che per Microsoft Windows e Mac anche su PlayStation 3 e Xbox 360 tramite i rispettivi digital delivery.

## The Baconing
DeathSpank: The Baconing è il terzo capitolo della saga, già disponibile su Steam e sul Mac App Store.
Inoltre è possibile scaricarlo per Xbox 360 a 1200 Microsoft Points.

## Accoglienza
La rivista Play Generation lo classificò come il settimo migliore titolo PSN del 2010.